# Técnica del par casi coincidente
La técnica del par casi coincidente es un sistema de colocación de micrófonos para lograr una grabación estéreo de sonido. 
Utiliza micrófonos direccionales angulados con sus rejillas horizontalmente espaciadas unos cuantos centímetros, lo que añade sensación de profundidad y volumen a la grabación.
La sensación del estéreo la produce la combinación de las diferencias de nivel y de tiempo entre los canales. 
Cuando más grande sea el ángulo (más espaciado) entre los micros, mayor será la extensión del estéreo. El par casi coincidente produce una cobertura más ancha del estéreo que la del par coincidente para el mismo ángulo.
La principal ventaja es que este sistema proporciona una localización precisa, una reverberación equilibrada y una calidez en el ambiente.
El principal inconveniente es que, como en el par espaciado, el par casi coincidente no es monocompatible, porque al entrar también en juego el tiempo pueden producirse cancelaciones de fase (efecto peine).
Tres modalidades de técnica de par coincidente son:
1. Sistema ORTF: (ORTF, son las siglas de la Organización Francesa de Radiodifusión). Utiliza 2 micros cardioides con un ángulo de 110° separados horizontalmente 17 cm (6,7 pulgadas). Una ligera variante es el separado a 20 cm (8 pulgadas).
2. Sistema NOS: Utiliza 2 micros cardioides con un ángulo de 90° y una separación horizontal de 30 cm (12 pulgadas).
3. Sistema OSS: Llamado también sistema de señal óptima o disco Jecklin. Utiliza dos micros omnidireccionales separados horizontalmente a 16’5 cm (6’5 pulgadas), pero con la novedad de que entre ambos micros se intercala un disco de gomaespuma (puede ser de cualquier otro material aislante) a 28 cm. Este disco quiere emular a la propia cabeza humana que separa los dos oídos. La grabación realizada con el sistema OSS devuelve el sonido más real que el resto, pero no es monocompatible.

- Datos: Q6154486